# Effengrube

Die Lage der Effengrube, rot markiert

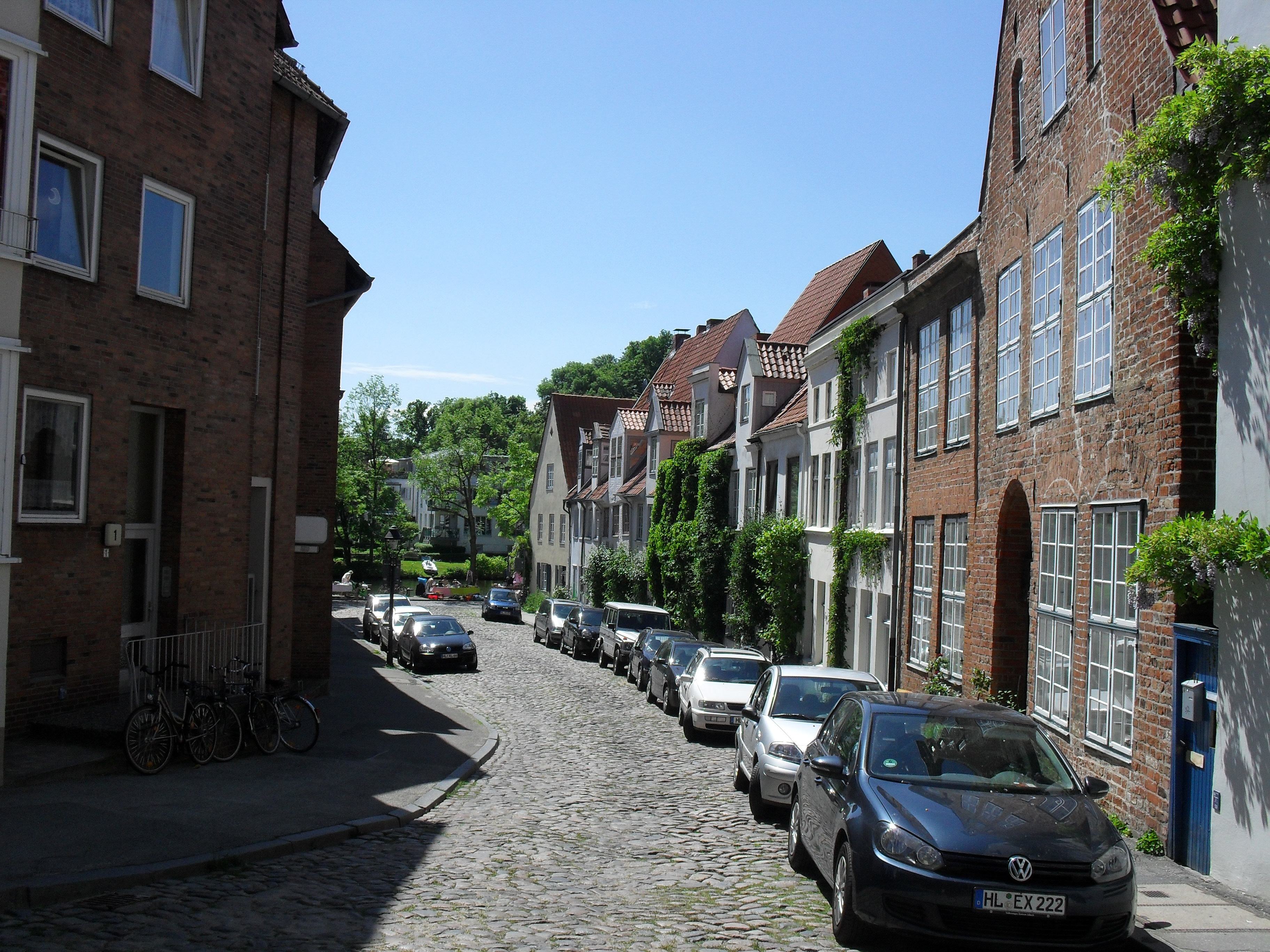
Die Effengrube, Blick hinab zur Obertrave

Die Effengrube ist eine Straße der Lübecker Altstadt.

## Lage
Die etwa 80 Meter lange Effengrube befindet sich im südwestlichen Teil der Altstadtinsel, dem Marien Quartier. Sie beginnt an der Südwestecke des Großen Bauhofs beim dort abknickenden Kleinen Bauhof, verläuft in südwestlicher Richtung hinab in Richtung Traveufer und mündet schließlich in die Obertrave ein.

## Geschichte
Die Effengrube wird 1263 erstmals urkundlich mit der lateinischen Bezeichnung Fossa Offekini erwähnt, benannt nach einem dominus [lat.: Herr] Offeco de Moisling, der nach Angaben im ältesten Oberstadtbuch von 1227 hier Grundstücke besaß. Diese Benennung hielt sich, machte aber über die Jahrhunderte einige Umdeutungen und Verballhornungen durch:
- 1287: Fossa Offekonis
- 1318: Vicus domini Uffeconis (Gasse des Herrn Offeco)
- 1350: Offekengrove
- 1366: Ofkengrove
- 1400: Effckengrove
- 1459: Efftkengrove
- 1460: Offtigengrove
- 1464: Offigengrove
- 1477: Huftekengrove
- 1479: Offtkengrove
- 1487: Efftegengrove
- 1588: Eufugengrove
- 1599: Offtegengrove
- 1601: Effkengrowe
- 1608: Efftiengrove

Der heutige Name wurde 1852 amtlich festgelegt.
Die historische Bebauung auf der Südseite der Effengrube fiel dem Bombenangriff von 1942 mit Ausnahme des gründerzeitlichen Eckhauses an der Obertrave zum Opfer. Die Nordseite hingegen ist geschlossen erhalten geblieben.

## Bauwerke
- Effengrube 2: Auf die Jahre 1300–1322 zurückgehendes Giebelhaus von etwa 1500
- Effengrube 10: Im 17. oder 18. Jahrhundert errichtetes Traufenhaus
- Effengrube 12: Auf das frühe 14. Jahrhundert zurückgehendes Traufenhaus des 16. Jahrhunderts mit klassizistischer Putzfassade der 1. Hälfte des 19. Jahrhunderts
- Effengrube 16: Auf das frühe 14. Jahrhundert zurückgehendes Traufenhaus des 15. Jahrhunderts
- Effengrube 18: Auf die Jahre 1290–1304 zurückgehendes Reihen-Wohnhaus von 1454, im 16. Jahrhundert erheblich umgebaut
- Effengrube 22: Auf die Jahre 1290–1304 zurückgehendes Reihen-Wohnhaus von 1454
- Effengrube 24: Auf die Jahre 1290–1304 zurückgehendes Reihen-Wohnhaus von 1454

## Gänge und Höfe
Von der Effengrube gehen oder gingen folgende Lübecker Gänge und Höfe ab (nach Hausnummern):
- 14: Grützmacherhof (neuzeitliche Verbindung zu Kruses Hof in der Hartengrube)
- 20: Blohms Gang